# Тихотинська сільська рада
| Тихотинська сільська рада — адміністративно-територіальна одиниця та орган місцевого самоврядування у Рожищенському районі Волинської області з адміністративним центром у с. Тихотин. Сільська рада утворена в 1988 році. Сільській раді підпорядковані населені пункти: - с. Тихотин - с. Бортяхівка |

## Склад ради
Рада складається з 16 депутатів та голови.

### Керівний склад ради
| ПІБ                        | Основні відомості                                   | Дата обрання | Дата звільнення |
| -------------------------- | --------------------------------------------------- | ------------ | --------------- |
| Уринюк Володимир Дмитрович | Сільський голова, 1955 року народження, освіта вища | 31.10.2015   |                 |
|                            |                                                     |              |                 |

Примітка: таблиця складена за даними джерела

## Населення
Згідно з переписом УРСР 1989 року чисельність наявного населення сільської ради становила 655 осіб, з яких 299 чоловіків та 356 жінок.
За переписом населення України 2001 року в сільській раді мешкало 666 осіб.

### Мова
Розподіл населення за рідною мовою за даними перепису 2001 року:
| Мова       | Відсоток |
| ---------- | -------- |
| українська | 99,40 %  |
| російська  | 0,60 %   |